# Tretjakowo (Kaliningrad)
Tretjakowo (russisch Третьяково, deutsch Sodargen, litauisch Saudargai) ist eine Siedlung in der russischen Oblast Kaliningrad. Sie gehört zur kommunalen Selbstverwaltungseinheit Munizipalkreis Krasnosnamensk.

## Geographische Lage
Tretjakowo liegt im äußersten Südosten des Rajon Krasnosnamensk am Nordufer des Flüsschens Rauschwe (russisch: Tumannaja), in die hier die Breduppe (russisch: Brodowka) mündet. Durch den Ort verläuft eine Nebenstraße (27K-058), die von der Stadt Nesterow (Stallupönen/Ebenrode) durch den Truppenübungsplatz Dobrowolsk (russisch: Dobrowolski poligon) bis an die russisch-litauische Grenze bei der Ortsstelle von Kutusowo (bis 1945 die Stadt Schirwindt) führt. Eine Bahnanbindung besteht nicht.

## Geschichte
Der Ort wurde zunächst als Sodorgent Rauschenn erwähnt, hieß dann Pabredupöhnen und Papredupchen und im 18. Jahrhundert schließlich Sodargen. Um 1780 war er ein Königliches Amtsvorwerk mit Windmühle und Sitz des Domänenamtes Budweitschen Dazu gehörte spätestens seit dem 19. Jahrhundert auch das zwei Kilometer südöstlich gelegene Vorwerk Schwiegupönen, das zunächst noch ein eigenständiges Königliches Amtsvorwerk gewesen war und einen Kilometer nordwestlich des gleichnamigen Ortes Schwiegupönen lag. 1874 wurde der Gutsbezirk Sodargen namensgebend für einen Amtsbezirk im Kreis Stallupönen. Das Vorwerk Schwiegupönen wurde 1938 in Schwiegen umbenannt.
In Folge des Zweiten Weltkrieges kam Sodargen 1945 mit dem nördlichen Ostpreußen zur Sowjetunion. Am Rande eines Truppenübungsplatzes gelegen, diente der Ort unter der russischen Bezeichnung Tretjakowo nur noch militärischen Zwecken und wurde erst im Jahr 1997 offiziell wieder als Siedlung registriert und dabei in den Dorfbezirk Dobrowolski selski okrug im Rajon Krasnosnamensk aufgenommen. Von 2008 bis 2015 gehörte Tretjakowo zur Landgemeinde Dobrowolskoje selskoje posselenije, von 2016 bis 2021 zum Stadtkreis Krasnosnamensk und seither zum Munizipalkreis Krasnosnamensk.

### Einwohnerentwicklung
| Jahr | Einwohner | Bemerkungen                       |
| ---- | --------- | --------------------------------- |
| 1867 | 206       | davon in Vorwerk Schwiegupönen 44 |
| 1871 | 171       | davon im Vorwerk Schwiegupönen 21 |
| 1885 | 257       | davon im Vorwerk Schwiegupönen 59 |
| 1905 | 232       | davon im Vorwerk Schwiegupönen ?  |
| 1910 | 224       |                                   |
| 1925 | 252       |                                   |
| 1933 | 215       |                                   |
| 1939 | 368       | [ 15 ]                            |
| 1984 | ~ 150     |                                   |
| 2002 | 100       |                                   |
| 2010 | 35        |                                   |
| 2021 | 54        |                                   |

### Amtsbezirk Sodargen (1874–1945)
Zum Amtsbezirk Sodargen im Kreis Stallupönen gehörten anfangs neun Landgemeinden und der Gutsbezirk Sodargen, am Ende waren es noch neun Gemeinden:
| Name           | Änderungsname von 1938 | Russischer Name nach 1945 | Bemerkungen                                                        |
| -------------- | ---------------------- | ------------------------- | ------------------------------------------------------------------ |
| Ambraskehmen   | Krebsfließ             |                           |                                                                    |
| Bartzkehmen    | Bartztal               |                           |                                                                    |
| Gudweitschen   | Gutweide (Ostpr.)      |                           |                                                                    |
| Kosakweitschen | Rauschmünde            |                           |                                                                    |
| Osznaggern     | Sandau (Ostpr.)        |                           | 1936–38: Oschnaggern                                               |
| Radszen        | Raschen (Ostpr.)       |                           | 1936–38: Radschen                                                  |
| Russen         |                        |                           | 1939 in die Gemeinde Sandau (Ostpr.) (ex Osznaggern) eingegliedert |
| Schwiegupönen  | Neuenbach              |                           |                                                                    |
| Sodargen       |                        | Tretjakowo                | 1928 vom Gutsbezirk in eine Landgemeinde umgewandelt               |
| Wabbeln        |                        | Tschapajewo               |                                                                    |

Am 1. Januar 1945 bildeten den Amtsbezirk Sodargen die Gemeinden: Bartztal, Gutweide (Ostpr.), Krebsfließ, Neuenbach, Raschen (Ostpr.), Rauschmünde, Sandau (Ostpr.), Sodargen und Wabbeln.

## Kirche
Die meist evangelische Bevölkerung Sodargens war bis 1945 in das Kirchspiel der Kirche Groß Warningken (der Ort hieß zwischen 1938 und 1946: Steinkirch, dann russisch: Sabolotnoje, heute nicht mehr existent) eingepfarrt. Sie war Teil des Kirchenkreises Pillkallen (Schloßberg) innerhalb der Kirchenprovinz Ostpreußen der Kirche der Altpreußischen Union. Heute liegt Tretjakowo im Einzugsbereich der sieben Kilometer weiter südlich gelegenen neu entstandenen evangelisch-lutherischen Gemeinde in Babuschkino (Groß Degesen) innerhalb der Propstei Kaliningrad (Königsberg) der Evangelisch-lutherischen Kirche Europäisches Russland.